# برایی
طایفه برایی، بازمانده ایل برائی از دوران محمدعلی خان برائی است. برائی از توابع بخش پاتاوه شهرستان دنا در استان کهگیلویه و بویراحمد ایران است. طایفه برایی که بازماندگانی از ایل بزرگ برائی می‌باشند هم‌اکنون دارای ساختار طایفه ای هستند. محل سکونت اصلی طایفه برایی روستاهای تمنک، تنگ رواق، ده برائی و شتر خواب (شترخون) می‌باشد.
عده ای از افراد طایفه برایی نیز بنا به دلایلی اقدام به مهاجرت به مناطق مختلفی از جمله نقاره خانه، دروهان، آبگرمک، آبزالو، گوشکی بختیاری، براوات بم کرمان، خرامه فارس، مهد دهدشت و دیل و آرو در گچساران نموده‌اند.
آخرین کلانتر مقتدر ایل برائی محمد علی خان برائی بود که در اواخر دوره زندیه و آغاز سلطنت آقا محمد خان قاجار در بویراحمد دارای قدرت بوده است. وجود یک سند قدیمی از سال ۱۲۰۵ هجری قمری مربوط به خرید بخشی از بویراحمد واقع در دنای شرقی توسط خان‌ها برائی از قدیمی‌ترین اسناد خطی مکتوب کهگیلویه و بویراحمد است.